# Jean Webster
Jean Webster (Fredonia, New York, 1876. július 27. – New York, 1916. június 11.) amerikai novellista, regényíró.

## Élete
1876. július 27-én született a New York állambeli Fredonia nevű kisvárosban, Alice Jane Chandler Webster néven. Mark Twain unokahúga volt. Ifjú évei alatt legjobban az irodalom és a közgazdaság érdekelte. Vékonyka lányregényeiben többször is visszatér az iskolai élethez és talpraesett csitri hőséhez, Pattyhez. Első könyve, a Patty a kollégiumban (1903) is róla szól. Később megjelent az Erre csak Patty képes! (1911) és egyik leghíresebb könyve, a Nyakigláb apó (1912). Könyvei ma is népszerű olvasmányok a gyerekek körében. 40. születésnapja előtt egy hónappal halt meg, 1916. június 11-én New Yorkban két lánya születése után gyermekágyi lázban.
| „              | Rájöttem az igazi boldogság titkára, Apókám, és ez az: hogy az ember a jelenben éljen. Ne bánkódjék a múlton, ne építsen túlságosan a jövőre, de élvezze és használja ki a jelent a legfokozottabb mértékben. | ” |
| – Jean Webster | |   |

## Magyarul
- Nyakigláb Apó; ill. a szerző, ford. Altay Margit; Béta, Bp., 1925 k.
  - (Gólyaláb apó címen is)
- Erre csak Patty képes! Regény fiatal leányok számára; ford. Altay Magda; Singer Wolfner, Bp., 1926
- Patty a kollégiumban. Regény; Singer-Wolfner, Bp., 1928 (Százszorszép könyvek)
- Gólyaláb apó; ford. Benedek Rózsi; Dante, Bp., 1938
  - (Nyakigláb apó címen is)
- A kismama; ford. Nyireő Éva; Athenaeum, Bp., 1938
- Kedves Ellenségem!; ford. Borbás Mária, versford. Kiss Zsuzsa, ill. a szerző; Móra, Bp., 1989 (Csíkos könyvek)
- Nyakigláb apó; ford. Altay Margit, átdolg. Borbás Mária, ill. a szerző; Mágus, Bp., 1997 (Könyvfalók könyvtára)
- Patty a kollégiumban; ford. átdolg. Borbás Mária; Mágus, Bp., 1997 (Könyvfalók könyvtára)
- Nyakigláb apó; ill. a szerző, ford. Altay Margit, Borbás Mária; Magyar Könyvklub, Bp., 1997
- Erre csak Patty képes!; ford. Altay Magda, átdolg. Borbás Mária; Mágus, Bp., 2000 (Könyvfalók könyvtára)
- Gólyaláb apó; ford. Benedek Rózsi, ill. a szerző; Arany Forrás, Bp., 2008 (A gyermek- és ifjúsági irodalom gyöngyszemei)
- Búza hercegnő (1905)
- Jerry Junior (1907)